# Бачжун
Бачжун (кит. спр. 巴中市, піньїнь: Bāzhōng Shì) — місто-округ в китайській провінції Сичуань. 

## Географія
Бачжун розташовується у північно-східній частині провінції.

### Клімат
Місто знаходиться у зоні, котра характеризується вологим субтропічним кліматом. Найтепліший місяць — липень із середньою температурою 26.7 °C (80 °F). Найхолодніший місяць — січень, із середньою температурою 5 °С (41 °F).
| Клімат Бачжуна          | Клімат Бачжуна | Клімат Бачжуна | Клімат Бачжуна | Клімат Бачжуна | Клімат Бачжуна | Клімат Бачжуна | Клімат Бачжуна | Клімат Бачжуна | Клімат Бачжуна | Клімат Бачжуна | Клімат Бачжуна | Клімат Бачжуна | Клімат Бачжуна |
| Показник                | Січ.           | Лют.           | Бер.           | Квіт.          | Трав.          | Черв.          | Лип.           | Серп.          | Вер.           | Жовт.          | Лист.          | Груд.          | Рік            |
| Середня температура, °C | 5              | 7              | 12             | 17             | 21             | 24             | 27             | 27             | 22             | 17             | 12             | 7              | 16             |
| Норма опадів, мм        | 10             | 12             | 37             | 76             | 103            | 126            | 188            | 163            | 214            | 103            | 40             | 12             | 1083           |
| ----------------------- | -------------- | -------------- | -------------- | -------------- | -------------- | -------------- | -------------- | -------------- | -------------- | -------------- | -------------- | -------------- | -------------- |
| Джерело: Weatherbase    |                |                |                |                |                |                |                |                |                |                |                |                |                |